# Michał Gier
Michał Gier (ur. 2 października 1853 w Rybnej, zm. 19 kwietnia 1929 tamże) – polski artysta ludowy, rzeźbiarz samouk. 
Jako kaleki nastolatek został zmuszony do porzucenia swego domu i do końca życia pozostawał bezdomny i bez stałej pracy, wędrując w rejonie podkrakowskim od wsi do wsi. Jako nie umiejący czytać i pisać samouk, zajmował się tworzeniem religijnych rzeźb, ponadto grał na skrzypcach i organkach. Rzeźbił figurki lub płaskorzeźby w drewnie lipowym, następnie malował je farbą olejną. Jego prace wyróżniają się na tle zwykłej rzeźby ludowej tego czasu indywidualnością i talentem. 
Twórczości Giera poświęcił artykuł naukowy J. Czajkowski ("Michał Gier-rzeźbiarz ludowy z Rybnej". Polska Sztuka Ludowa, 1972, str. 33-46), poświęcono jej też wystawę czasową w Nadwiślańskim Parku Etnograficznym w (X 2014 - I 2015). Opracowanie popularnonaukowe o tym artyście wydał też w 2017 Urząd Gminy Czernichów. Kilkadziesiąt prac Giera znajduje się w zbiorach krakowskiego Muzeum Etnograficznego.